# Stadtgericht Dinkelsbühl
Das Stadtgericht Dinkelsbühl war eine Gerichtsbehörde mit Sitz in Dinkelsbühl, die von 1807 bis 1812 bestand. 1862 wurde das Stadt- und Landgericht Dinkelsbühl gebildet, das bis 1879 bestand. Das Stadtgericht war zunächst im Rathaus untergebracht, dann im umgebauten ehemaligen Deutschen Haus.

## Geschichte
Das Stadtgericht II. Klasse Dinkelsbühl wurde 1808 im Zuge von staatlichen Reformen gegründet. Stadtgerichte hatten im Königreich Bayern nur Aufgaben der Rechtsprechung, im Gegensatz zu den Landgerichten, die bis 1862 Gerichts- und Verwaltungsbehörde in einem waren. 1809 wurde Dinkelsbühl zur kreisunmittelbaren Stadt und erhielt für die Verwaltung ein Polizeikommissariat. Auf dem Gebiet des damaligen Landkreises Dinkelsbühl war 1808 als Landgericht älterer Ordnung das Landgericht Dinkelsbühl gebildet worden, das für das Dinkelsbühler Umland zuständig war. Im April 1812 wurde das Stadtgericht aufgehoben und in der Gerichtsbarkeit dem Landgericht zugewiesen. Die Verwaltung wurde wie bei allen kreisunmittelbaren Städten vom Kreis übernommen (hier Rezatkreis). 1862 wurden die beiden Gerichte zum Stadt- und Landgericht Dinkelsbühl vereinigt. Dieses Gericht bestand bis 1879 und wurde dann mit Einführung des deutschen Gerichtsverfassungsgesetzes in das Amtsgericht Dinkelsbühl umgewandelt.

## Struktur
Das Stadtgericht bestand aus einem Stadtrichter und zwei bis drei Gerichtsassessoren, einem Protokollanten und einem bis zwei Schreibern.
Mit dem Gemeindeedikt entstand 1809 der Steuerdistrikt Dinkelsbühl. Zu diesem gehörten die Orte Carmeliterhaus, Felden, Gaismühle, Hammermühle, Hirtenhaus, Hungerhof, Kobeltsmühle, Lohmühle, Mögelins-Schlößlein, Mutschach, Mutschachermühle, Neumühle, Obere Ölmühle, Radwang (z. T.), Reichertsmühle, Siebentisch, Strickerwalkmühle, Unsinnige Mühle, Weiherhaus und Weißhaus. Zugleich wurde der Magistrat II. Klasse Dinkelsbühl gebildet, der deckungsgleich mit dem Steuerdistrikt war.